# Gronau (Leine)
Gronau (Leine) è una città di 10 690 abitanti, della Bassa Sassonia, in Germania.
Già capoluogo dell'omonimo circondario (Landkreis), dal 1932 appartiene al circondario di Hildesheim (targa HI) ed è sede amministrativa della comunità amministrativa (Samtgemeinde) di Leinebergland.
Il territorio comunane comprende le frazioni di Banteln, Barfelde, Betheln, Brüggen, Dötzum, Eddinghausen, Eitzum, Haus Escherde, Heinum, Nienstedt, Rheden e Wallenstedt.